# 2-я Никитинская улица
2-я Ники́тинская улица — улица в Приморском районе Санкт-Петербурга. Проходит от Парашютной улицы до улицы Маршала Новикова в историческом районе Коломяги.

## История
С 1789 года Коломяги принадлежали Сергею Саввичу Яковлеву, после его смерти в 1818 году при разделе его наследства (окончательно в 1823 году) часть Коломяг к северо-западу от Безымянного ручья отошла к его внучке Елизавете Алексеевне Никитиной (дочери умершей в 1817 году Елены Сергеевны и генерала Алексея Петровича Никитина).
В честь фактического владельца А. П. Никитина были названы обе Никитинские улицы. Имя Елизаветы получила Елизаветинская (нынешняя Главная) улица.

## Пересечения
- Земледельческий переулок
- Главная и 1-я Никитинская улицы
- Репищева улица

## Транспорт
Ближайшая ко 2-й Никитинской улице станция метро — «Удельная» 2-й (Московско-Петроградской) линии.

## Интересные факты
2-я Никитинская улица находится в обеих частях Коломяг — по обе стороны от Безымянного ручья. Однако ранее[когда?] она называлась 1-й линией 2-й половины.